# Themelium crenulatum
Themelium crenulatum är en stensöteväxtart som först beskrevs av Barbara S. Parris, och fick sitt nu gällande namn av Barbara S. Parris. Themelium crenulatum ingår i släktet Themelium och familjen Polypodiaceae. Inga underarter finns listade.